# Museo d'arte regionale di Ivano-Frankivsk
Il Museo d'Arte di Prykarpattja (in ucraino Музей мистецтв Прикрапаття?, Muzej mystectv Prykrapattja, originariamente chiamato Museo Regionale d'Arte di Ivano-Frankivsk, fino al 2012) è un museo d'arte regionale che si trova nella Chiesa della Vergine Maria a Ivano-Frankivs'k. Possiede una delle migliori collezioni di arte sacra locale.
È l'unico museo d'arte della regione di Ivano-Frankivs'k ed è specializzato nelle mostre degli artisti locali.
Il museo venne istituito nel 1980 e sostituì il museo di geologia dell'Istituto del petrolio e del gas della città. Possiede a oggi una collezione di 15.000 oggetti.
Le mostre che hanno più importanza sono "L'arte religiosa della Galizia nei secoli XV-XX" e le sculture barocche di Johann Georg Pinsel.

## Collezione
Alla fine degli anni 2000, la collezione conteneva circa 15.000 pezzi, tra cui esempi unici di iconografia galiziana e scultura barocca, in particolare sei sculture di Pinsel e opere classiche della pittura ucraina occidentale di Kornylo Ustijanovyč, Ivan Truš, Julijan Pan'kevyč e altri.